# Sea Life Centres
Pour les articles homonymes, voir Sea Life.

Logo de Sea Life Centres.

Sea Life Centres est un ensemble de 50 aquariums situés en Europe, en Océanie et aux États-Unis détenu par la société Merlin Entertainments comprenant :
- Le centre de sauvetage écossais Sea Life sur les rives du loch Creran (Royaume-Uni, 1979)
- Le Parc Sea Life de Weymouth, (Royaume-Uni, 1983)
- Sea Life de Great Yarmouth (Royaume-Uni, 1989)
- Sea Life de Blackpool (Royaume-Uni, 1990)
- Sea Life de Scarborough (Royaume-Uni, 1991)
- Sea Life de Londres (Royaume-Uni)
- Sea Life de Brighton (Royaume-Uni, 1991)
- Sea Life de Schéveningue (Pays-Bas, 1993)
- Sea Life de Blankenberghe (Belgique, 1994)
- Sea Life de Benalmádena (Espagne, 1995)

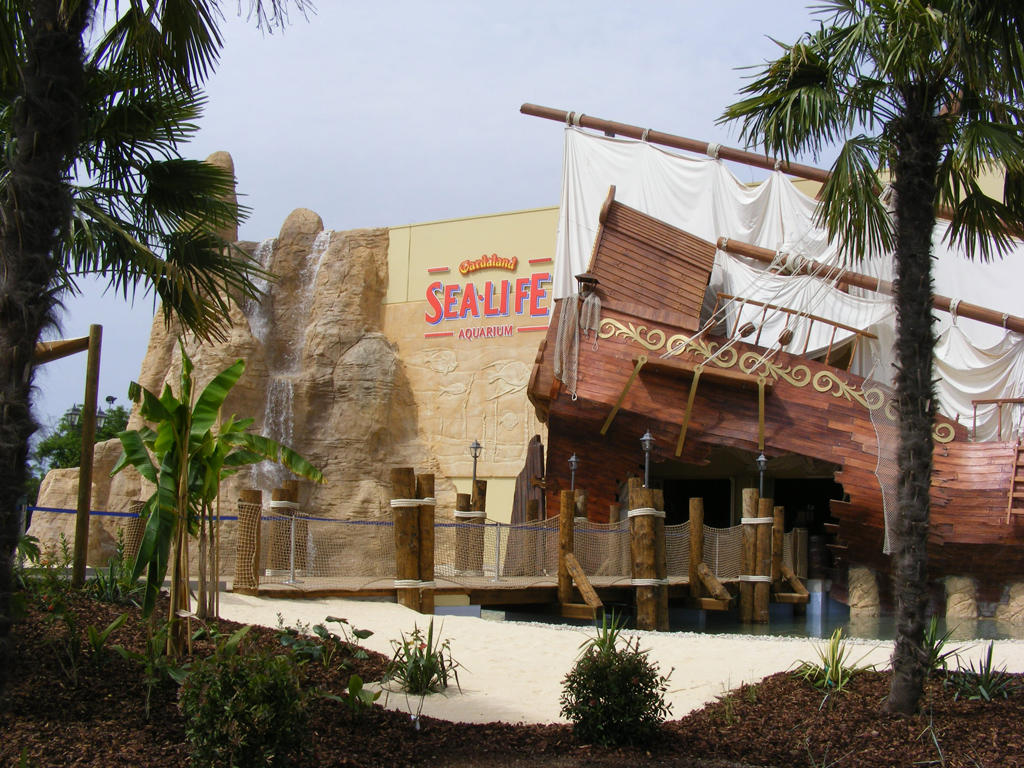
Gardaland Sea Life Aquarium

- Centre national Sea Life à Birmingham (1996)
- Sea Life de Timmendorfer Strand (Allemagne, 1996)

- Centre national Sea Life de Bray (Irlande, 1998)
- Sea Life de Constance (Allemagne, 1999)
- Sea Life de Hanovre (Allemagne)
- Sea Life Paris Val d'Europe (France, 2001)
- Sea Life de Helsinki (Finlande, 2002)
- Sea Life de Dortmund (Allemagne, 2002)
- Sea Life de Spire (Allemagne, 2003)
- Sea Life de Berlin (Allemagne, 2003)
- Sea Life de Phoenix, (États-Unis)
- Sea Life (2004) et Sea Life Abenteuer Park (2013) d'Oberhausen (Allemagne)
- Sea Life de Dresde (Allemagne, 2004)
- Sea Life de Porto (Portugal)
- Sea Life de Königswinter (Allemagne, 2005)
- Sea Life de Nuremberg (Allemagne, 2005)
- Sea Life de Munich (Allemagne, 2006)
- Aquarium Loch Lomond (2006)
- Gardaland Sea Life à Gardaland de Castelnuovo del Garda (Italie, 2008)
- Sea Life de Cuxhaven (Allemagne, 2008)
- Sea Life de Carlsbad (États-Unis, 2008)
- Sea Life Chessington à Chessington World of Adventures de Chessington (Royaume-Uni, 2008)
- Legoland Atlantis by Sea Life à Legoland Billund de Billund (Danemark)
- Legoland Atlantis by Sea Life à Legoland Deutschland de Guntzbourg (Allemagne, 2009)
- 'Sharkbait Reef' by Sea Life à Alton Towers de Alton (Royaume-Uni, 2009)
- Sea Life de Tempe (États-Unis, 2010)
- Sea Life de Jesolo (Italie, 2011)
- Sea Life de Dallas (États-Unis, 2011)
- Sea Life de Minnesota (États-Unis, 2011)
- Sydney Aquarium, Manly Oceanworld, Kelly Tarlton's Antarctic Encounter and Underwater World[1]
- Sea Life de Rome (Italie, 2012)